# وماينهيدي كيمورا
وماينهيدي كيمورا (باليابانية: 木村 峯秀) (مواليد 24 ديسمبر 1973)، هو لاعب كرة قدم سابق كان يلعب كمهاجم.